# Lv Leyi
Lv Leyi (1 juni 1995) is een Chinese tafeltennisser, die net als Zheng Zeng, Yang Sen en Sun Qian speelde voor het stadsteam van Xiamen, een zusterstad van Zoetermeer. Deze vier jonge tafeltennissers konden door deze stedenband allemaal een paar maanden meespelen in het hoogste team van de Zoetermeerse tafeltennisvereniging Taverzo, uitkomend in de Nederlandse eredivisie. Lv speelde mee in de najaarscompetitie 2012 en de voorjaarscompetitie 2013. Ook in de ETTU-cup, seizoen 2012-2013 presteerde hij met Taverzo verrassend goed. Met zijn komst naar Nederland profiteerden andere Nederlandse toptafeltennissers op Papendal ook mee met de uitwisselingen want zij kregen hierdoor tijdelijk sterke trainingspartners.
Met Taverzo werd Lv najaarskampioen 2012, voorjaarskampioen 2013 en algeheel kampioen van Nederland seizoen 2012/2013.